# Polypodium wrightii
Polypodium wrightii là một loài thực vật có mạch trong họ Polypodiaceae. Loài này được (Hook.) Mett. ex Diels in Engl. & Prantl miêu tả khoa học đầu tiên năm 1899.